# Britta Johansson Norgrenová
Britta Johansson Norgrenová (* 30. března 1983 v Uppsale) je švédská běžkyně na lyžích. Jde o stříbrnou a bronzovou medailistku z mistrovství světa (MS 2011 a MS 2009).

## Osobní život
Má tři sestry (Anna, Kate a Lisa), jejími rodiči jsou Helen a Mats Norgrenovi. Je vdaná, jejím manželem je Jonas Johansson (* 18. března 1984), trenér biatlonu v Sollefteå.